# Gubernia de Yekaterinoslav
O Gubernia de Yekaterinoslav (russo: Екатеринославская губерния, romanizado: Yekaterinoslavskaya guberniya; ucraniano: Катеринославська губернія, romanizado: Yekaterinoslavskaya guberniya) ou Governo de Yekaterinoslav foi um gubernia do Império Russo. Sua capital era a cidade de Yekaterinoslav (Katerynoslav em ucraniano, moderna Dnipro).

## Localização
O gubernia foi criado em 1802 a partir do Vice-Reino de Yekaterinoslav. O gubernia fazia fronteira ao norte com os gubernia de Kharkov e Poltava, a oeste e sudoeste com o Gubernia de Kherson, ao sul com o Gubernia de Taurida e o Mar de Azov, e a leste com o Oblast de Don Host.

## Divisão administrativa
O gubernia foi criado no lugar do Gubernia de Novorossiysk em 1802 e abrangia uma enorme área do sul da Ucrânia. Oficialmente, o novo gubernia foi criado como Gubernia de Ekaterinoslav em 1802 e subdividiu-se nos seguintes uezds com centros em:

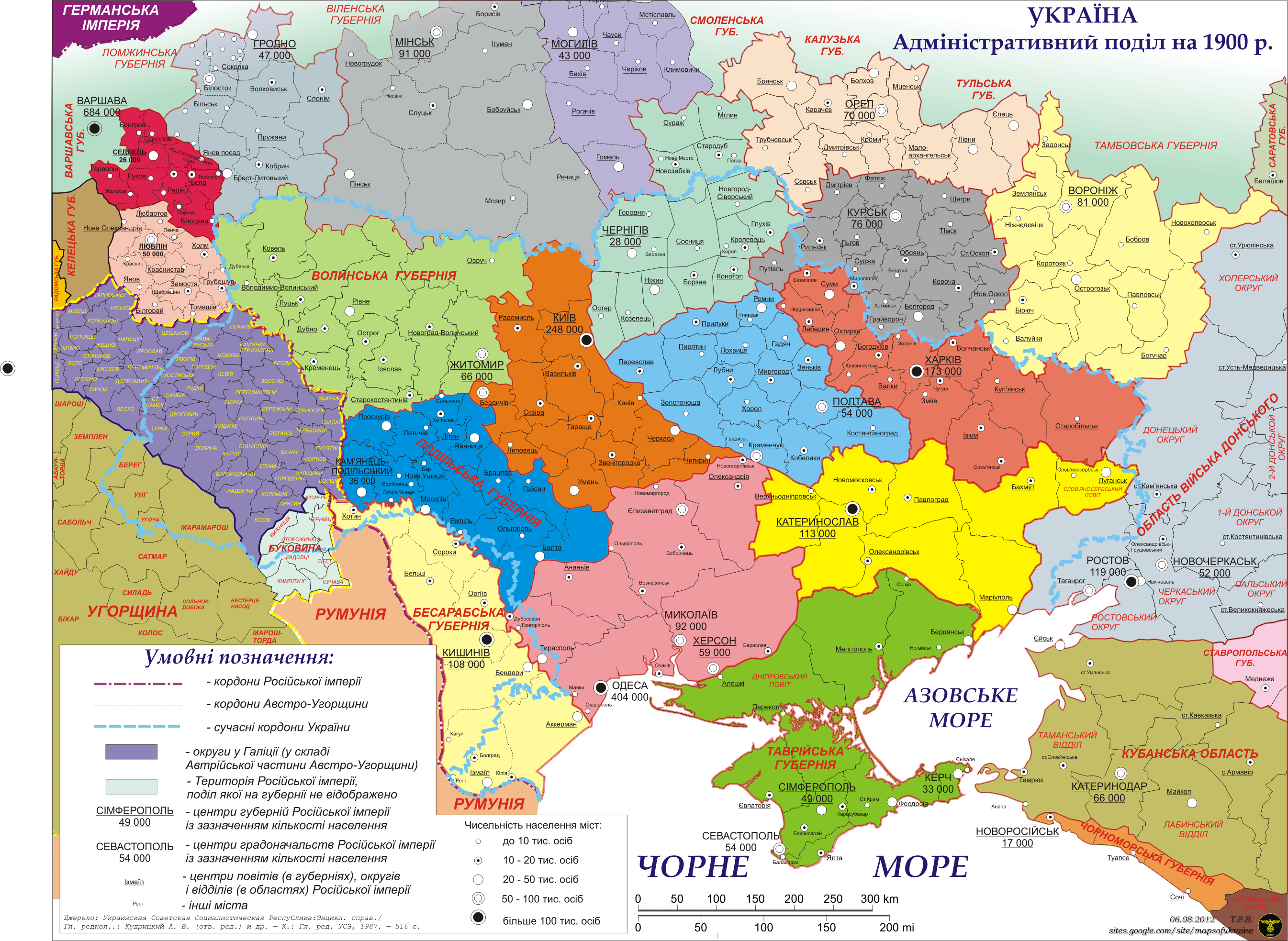
divisão administrativa de terras ucranianas e adjacentes em 1900.

1. Yekaterinoslavski (Yekaterinoslav) (Екатеринославъ, Катеринослав) - 1802-1923;
2. Pavlogradski (Pavlograd) (Павлоградъ, Павлоград) - 1802-1923;
3. Bakhmutski (Bakhmut) (Бахмутъ, Бахмут) - 1802-1920, transferido para o Gubernia de Donetsk;
4. Novomoskovski (Novomoskovsk) (Новомосковскъ, Новомосковськ) - 1802-1923;
5. Mariupolski (Mariupol) - 1802-1807, 1874-1923 (1807-1874, parte de Aleksandrovsk como okrug grego);
6. Alexandrovski (Alexandrovsk) (Александровскъ, Олександрівськ) 1805-1920, transferido para o Gubernia de Zaporíjia, criado a partir de Mariupol e Pavlohrad;
7. Slavianoserbski (Slavyanoserbsk) (Славяносербскъ, Слав'яносербськ) - 1805-1920, criado em Bakhmut, transferido para o Gubernia de Donetsk;
8. Verkhnedneprovski (Verkhnedneprovsk) (Верхнеднепровск, Верхньодніпровськ) - 1805-1923, criado a partir do Uezd de Yekaterinoslavski;
9. Taganrog - 1805-1887, 1918 (1887-1918, parte do  Oblast de Don Host);
10. Cidade de Taganrog (Таганрог) - 1802-1887;
11. Rostov sobre a cidade de Don - 1802-1887.